# 関靖 (日本史学者)
関 靖（せき やすし、1877年3月4日 - 1958年8月9日）は、日本の日本史学者。号は晩翠。

## 経歴
茨城県出身。父は水戸藩士で、維新後は兵部省、陸軍省、内閣記録局などに勤め、日本文庫協会創立者の一人でもある関直（せき なおし、1838年 - 1894年）。
東京府師範学校（東京学芸大学の前身のひとつ）を1899年に卒業し、小学校教員を経て東京高等師範学校（筑波大学の前身のひとつ）に学び、1906年に卒業した。その後、山口県、石川県、神奈川県の視学官や、新潟県新潟師範学校（新潟大学教育学部の前身のひとつ）、神奈川県立平塚高等女学校（神奈川県立平塚江南高等学校の前身）の教諭を歴任。

### 初代 金沢文庫長に
1930年から1946年まで神奈川県立金沢文庫の初代文庫長を務めた。
金沢文庫の研究を進め、「金沢文庫の研究」で1953年、日本学士院賞を受賞し、1955年、日本大学から文学博士の学位を授与される。また、神奈川県域の郷土史研究にも努め、神奈川文化研究会の設立や、神奈川県文化財保護審議会委員を務めた。

## 著書
- 『北条実時と金沢文庫』金沢文庫 1935
- 『称名寺開山審海和尚』金沢文庫 1937
- 『北条実時』北海出版社 1937 日本教育家文庫（中村光「北条泰時」をあわせる）
- 『かねさは物語』横浜土地新報社 1938
- 『金沢文庫案内』京浜湘南電気鉄道 1940
- 『金沢文庫の位置に就いて』金沢文庫 1941
- 『国難と北条時宗』長谷川書房 1942
- 『史話北条時宗』朝日新聞社・朝日新選書 1943
- 『武家の興学 北条実時一門と金沢文庫』東京堂 1945
- 『金沢文庫の研究』大日本雄弁会講談社、1951年。
  - 関靖『金沢文庫の研究』大空社〈日本教育史基本文献・史料叢書 17〉、1992年。
- 『かねさは物語 金沢八景の歴史と伝説』国書刊行会 1984

### 共著・編など
- 性海『関東往還記』校訂増補 便利堂 1934
- 『金沢文庫古文書』第1輯 編 幽学社 1937
- 『金沢文庫古文書』第2輯 巌松堂 1943
- 『金沢文庫本之研究』熊原政男共著 青裳堂書店 1981 日本書誌学大系